# Битка код Бакуа
Битка за Баку (азер. Bakı Müharibəsi, тур. Bakü Muharebesi, рус. Битва за Баку) такође позната и као Ослобођење Бакуа  била је битка у Првом светском рату која се водила од 26. августа до 14. септембра 1918. године између Османско—Азербејџанских коалиционих снага под командом Нури Паше и заједничких снага бољшевика, Јерменске револуционарне федерације и комуниста из Бакуа, којима су се касније придружиле британско—јерменско—бело-руске снаге под командом Лајонела Данстервила а придружила им се и Руска СФСР поновним уласком у рат. Овом битком је завршена Кавкаска кампања, али је почео Јерменско—азербејџански рат.

## Позадина битке
Руси су се 1917. године након абдикције цара повукли са Кавкаског фронта. 9. марта 1917., основан је Специјални Закавкаски комитет како би попунио административне недостатке у окупираним областима на Кавкаском фронту од стране Привремене руске владе у Закавказју. Ова администрација, у којој су били представници јерменских, азербејџанских и грузијских група, није дуго трајала. У новембру 1917. године у Тбилисију је створена Прва влада независног Закавказја и именован је Закавкаски Комесаријат након што је у Санкт Петерсбургу дошло до бољшевичког преузимања власти. 5. децембра 1917. године, „Закавкаски комитет” је дао одобрење за примирје у Ерзинџану које су Руси потписали са командом Османске Треће армије. Руски војници су углавном напустили фронт и враћали се у својим домовима. Један број руских војника отишао је у Персијску кампању, супротно правилима примирја. Генерал Николај Баратов остао је у Хамадану а у Керманшаху остао је руски поручник Лазар Бичерахов са 10,000 војника. Обе трупе су допуњене британским официрима.
Британци су 1918. године позвали Јермене да издрже и изаберу официре и подофицире за формирање „саветодавних” снага, организујући их под командом Лајонела Данстервила у Багдаду. Назване су Данстерфорс по команданту Данстервилу. Војни циљ Данстерфорса био је да дође до Кавказа преко Персије иако је Персијска кампања била активна. Британци су планирали да организују војску која ће бити састављена од Јермена и других про-савезничких припадника који су још постојали на Кавказу. Закавкаски комесаријат је 10. фебруара 1918. године донео одлуку о успостављању независности. Независност је проглашена 24. фебруара 1918., када је основана Закавкаска Демократска Федеративна Република. Закавкаски комесаријат је био анти-бољшевички у својим политичким циљевима и тражио је одвајање Закавказја од бољшевичке Русије. 27. јануара 1918. британска мисија Данстерфорс кренула је из Багдада са официрима и инструкторима према Закавказју. Снаге Данстерфорса су имале задатак да сачувају фронт Кавказ-Табриз и осујете Енвер-пашине планове. Снаге Данстерфорса су 17. фебруара стигле у Анзали, где им је онемогућен пролаз до Бакуа од стране локалних бољшевика, који су навели промену политичке ситуације као разлог заустављања Данстерфорса.
Велики везир Мехмед Талат-паша је 3. марта 1918. године потписао Брест-литовски мир са Руском СФСР. Брест-литовским миром је било предвиђено да се границе врате на предратне позиције и да се градови Батуми, Карс и Ардахан врате османском царству. У периоду од 14. марта до априла 1918., одржана је Трабзонска мировна конференција између делегација Османског царства и Закавкаског комесаријата.
30. марта 1918., десетог дана мировне конференције у Трабзону, стигла је вест о међунационалном сукобу и масакру над Азерима и другим муслиманима у Бакуу и суседним областима Губерније Баку. Следећи дани сведочили су међуетничком сукобу који је назван Дани марша. Резултат рата је био масакр око 12.000 Азера од стране бољшевика и наоружаних припадника Јерменске Револуционарне Федерације у граду Бакуу и другим локацијама у Губернији Баку. Док су пре „Дана марша” азербејџански лидери захтевали аутономију у Русији, након тих догађаја они су захтевали само независност и затражили су подршку од Османског царства. 
5. априла 1918. Акаки Чхенкели из закавкаске делегације на мировној конференцији у Трабзону прихватио је Брест-Литовски споразум као основу за наставак преговора и позвао владина тела да да прихвате ову позицију. Међутим расположење које је преовладавало у Тифлису (где се скупштина налазила) било је супротно од добијених упутстава. Тифлис је признао постојање ратног стања између себе и Османског царства. Убрзо након тога, османска Трећа армија је почела да напредује и заузела је Ерзерум, Карс и Ван. Ситуација је била посебно страшна на Кавказу, где је Енвер-паша желео да постави Закавказје под османски суверенитет као део свог пантуранистичког плана. То би централним силама дало бројне природне ресурсе, укључујући и нафтна поља у Бакуу. Контрола Каспијског мора отворила би пут даљем напредовању у средњој Азији, а можда и ка Британској Индији.
Нова мировна конференција у Батуму почела је 11. маја 1918. године. На овој конференцији Османлије су прошириле своје захтеве који су обухватали и Тифлис и Александропољ и Ечмиадзин кроз које су тражили да се изгради пруга која ће повезати Карс и Јулфу са Бакуом. Јерменски и грузијски чланови републичке делегације почели су да одуговлаче са доношењем одлука. Почев од 21. маја, османска војска је поново напредовала. Сукоб су пратиле битка за Сардарабад (21.—29. мај), битка за Каракилису (24.—28. мај), и битка за Апаран (21.—24. мај).
Закавкаска Федерација се почела распадати 26. маја 1918. године грузијском декларацијом о независности (Демократска Република Грузија), убрзо након тога независност је прогласила Јерменија (Демократска Република Јерменија), а потом и Азербејџан (Азербејџанска Демократска Република) 28. маја. Грузија је 28. маја 1918. године потписала Споразум у Потију са Немачком чиме је подржала Немачку Кавкаску Експедицију, видећи у Немцима заштитника против пустошења насталих након руске револуције и напретка османске војске. Азербејџанска влада се преселила из Тифлиса у Генџу. Истовремено, Немачка се окренула преговорима са Совјетском Русијом и понудила да заустави Кавкаску исламску војску у замену за гарантовани приступ изворима нафте у Бакуу. Они су 27. августа постигли договор да Немачка добије четвртину производње нафте у Бакуу. Немачка влада је затражила од Османског царства да одложи било какву офанзиву на Азербејџан. Међутим Енвер-паша је игнорисао овај захтев.
У мају, на Персијском фронту, војна мисија под Нури-пашом, братом Енвера-паше, стационирала се у Табризу да организује Исламску војску Кавказа у борби против не само Јермена, већ и бољшевика.. Нури-пашина војска окупирала је велике делове Азербејџанске Демократске Републике без много отпора, утичући на крхку структуру новоформиране државе. Османско уплитање довело је до тога да се неки елементи азербејџанског друштва успротиве Турцима.
Азербејџан и Османско царство су 4. јуна 1918. године потписали споразум о пријатељству и сарадњи, чија клаузула 4 каже да ће Османско царство пружити војну помоћ Азербејџану, ако је таква помоћ потребна за одржавање мира и сигурности у земљи.

## Увод
Османска исламска армија Кавказа била је под командом Нури-паше. Формирана је у Генџу. Ту су били османски 5. кавкаски и 15. дивизија, и азербејџански муслимански корпус под генералом Али Агом Шихлинским. Било је око 14.000 о5 mанских трупа са 500 коњаника и 40 артиљеријских јединица. 30 % новоформиране војске чинили су османски војници, а остатак су азербејџанске снаге и добровољци из Дагестана.
Војском Бакуа командовао је бивши царски генерал Докучаев, његов начелник штаба био је пуковник Аветисов. Под њиховом командом било је око 6,000 војника Средњокаспијске Диктатуре распоређених у Армију Бакуа или у Батаљону Бакуа. Већину војника у тој војсци су чинили Јермени, мада је међу њима било и Руса. Њихова артиљерија имала је око 40 топова. Већина совјетских војника у Бакуу и практично сви њихови официри били су Јермени из Јерменске револуционарне федерације. Један од команданата Црвене армије био је злогласни Амазасп, који се борио као герилски вођа против Турака и за кога је сваки муслиман био непријатељ једноставно зато што је био муслиман.
Британску мисију, Данстерфорс, предводио је генерал-мајор Лајонел Данстервил, који је стигао да преузме команду над мисијом у Багдаду 18. јануара 1918. године. Први припадници снага су већ били окупљени. Данстервил је кренуо из Багдада 27. јануара 1918. године, са 41 Фордовим комбијима и аутомобилима. Британски војници стављени под командом Данстервила бројали су око 1.000. Они су имали подршку теренске артиљеријске батерије, секције митраљезе, три оклопна возила и два авиона. Требало је да прођу кроз Персију (почев од Месопотамске кампање преко Персијске кампање) до луке Анзали.
- Супростављене снаге
- Лајонел Данстервил (први са леве стране) са члановима Данстерфорса.
- Припадници Данстерфорса обучавају трупе локалне Армије Баку.
- Јерменске јединице тренирају у Бакуу.
- Мурад из Себастије предводио је добровољце, погинуо је у бици за Баку[19]
- Османска исламска војска Кавказа пролази кроз Казах

## Битка

### Околина града Бакуа
Дана 6. јуна 1918. године, Григориј Корганов, народни комесар за војне и поморске послове Совјетског Савеза, издао је наређење Црвеној армији да започне офанзивне операције против Генџе. Будући да није у стању да самостално брани независност земље, азербејџанска влада је затражила од Османског царства војну подршку у складу са тачком 4 споразума између две земље. Совјетски војници из Бакуа опљачкали су и убили муслимане док су се кретали према Генџи. Међутим већина војске коју је Шаумјан затражио од Москве за одбрану Бакуа није стигла јер је задржана по наређењу Јосифа Стаљина у Царицину. Исто тако, по Стаљиновим наређењима, житарице сакупљено на Северном Кавказу да би нахраниле изгладнеле људе у Бакуу биле су упућене у Царицину. Шаумјан је протестовао код Лењина и Војног комитета о Стаљиновом понашању, где је изјавио: „Стаљин нам неће помоћи”. Недостатак трупа и хране био је пресудан за судбину Совјета у Бакуу.
У Гојчајској бици од 27. јуна до 1. јула 1918. године, Османска Исламска армија Кавказа победила је Црвену армију и почела напредовати према Бакуу. Почетком јуна Бичерахов је био у близини Казвина, покушавајући да оде на север. Након што је поразио војску Гиналске Совјетске Републике, наставио је да прати ситуацију у Бакуу. Вративши се 22. јуна, планирао је да спаси ситуацију блокирањем Исламске Армије Кавказа у Алјати Пристану. Међутим, стигао је прекасно, а потом је кренуо даље на север до Дербента, планирајући да нападне Кавкаску исламску армију са севера. У Бакуу је оставио само мали козачки контингент. Поред Руса, војска Гиналске СР је такође нападала Данстерфорсе који су ишли у Анзали на путу за Баку. Након што су поражени војска Гиналсе СР се распала. Када је стигао у Анзали крајем јула, Данстервил је такође ухапсио локалне бољшевике који су стали на страну Гиналске СР.
Државним ударом 26. јула 1918. године, бољшевици су збачени са власти у Бакуу. Влада нове државе Средњокаспијске Диктатуре, желела је да ухапси Степана Шаумјана, али он и његових 1,200 војника Црвене армијезапленили су локални арсенал и 13 бродова, и кренули су за Астрахан. Каспијска флота, лојална новој влади, вратила их је назад.
30. јула 1918. године Кавкаска исламска армија стигла је надомак Бакуа, због чега је Данстервил одмах послао контингент војника у Баку, који је стигао 16. августа.
17. августа 1918. године, Докучаев је започео офанзиву код Диге. Он је планирао да 600 Јермена под командом Степанова нападне север Бакуа. Чинећи то, планирали су да затворе приступ до мора и контролишу снажну линију одбране од једног краја Апшеронског полуострва до другог. Међутим напад је пропао без артиљеријске подршке, јер „командант артиљерије” није добио упозорење за напад. Као резултат неуспеха, остаци војске су се повукли до линије мало северније од Диге.

### Град Баку
Док су Баку и његова околина били место сукоба од јуна до средине августа, термин Битка за Баку  односи се на операције од 26. августа до 14. септембра.
Османска исламска војска Кавказа је 26. августа покренула свој главни напад на положаје Вукове капије. Упркос недостатку артиљерије, британске и Баку снаге су заузеле положаје против османске армије. Након главног напада, османске снаге су напале брдо Бинагади даље на северу, али неуспешно. Након ових напада, појачање је упућено на станицу Балајари, одакле су држали висине на северу. Међутим, суочени са повећаном артиљеријском ватром отсманских снага, повукли су се на железничку пругу.
Током периода од 28. до 29. августа, османске снаге су снажно гранатирале град и напале положаје на брду Бинагади. 500 османлијских војника у непосредној близини напало је брдо, али су одбијени уз помоћ артиљерије. Међутим, британске трупе због малобројности биле су приморане да се повуку на позиције јужније.
29. август — 1. септембар, османске снаге су успеле да заузму положаје брда Бинагади и Диге. Неколико коалиционих јединица било је прекорачено, а губици су били тешки. Савезничке трупе су биле потиснуте са стратешки важних положаја. Међутим, османски губици су били толико тешки да Мурсел-бег није био у стању одмах наставити своју офанзиву. То је војсци Бакуа дало непроцењиво време за реорганизацију.
Суочен са све лошијом ситуацијом, Данстервил је 1. септембра организовао састанак са Средњокаспијским диктаторима. Он је рекао да није вољан да ризикује још британских живота и наговестио је повлачење. Међутим, диктатори су протестовали да ће се борити до краја, а Британци би требало да оду тек када војници Баку војске то учине. Данстервил је одлучио да остане док ситуација не постане безнадежна. У међувремену, Бичерахов је заузео Петровск, и дозвољено му је да пошаље појачање у Баку. Послао је 600 војника из свог одреда, укључујући Козаке, што је подигло морал у Бакуу.
Од 1. до 13. септембра османске снаге нису нападале. Током овог периода, снаге из Бакуа су се припремале и непрестано слале патроле авиона. У свом дневнику, Данстервил је известио о злочинима над муслиманским становништвом које су починили јерменски војници. 12. септембра, један арапски официр из османске 10. дивизије је дезертирао, одавајући информације које су указивале да ће главни напад бити одржан 14. септембра.
У ноћи између 13. и 14. септембра, османске снаге су почеле напад. Османске снаге су брзо заузеле Вучју капију (азер. Qurd qapısı) западно од Бакуа, са које се могло видети цело бојиште. Међутим њихов напредак је заустављен контранападом. Борбе су се наставиле до краја дана, а ситуација је на крају постала безнадежна. У ноћи 14. септембра остаци војске Бакуа и Јерменске револуционарне федерације евакуисане су за Анзали.
Османско царство је 30. октобра 1918. године потписало Примирје са Мудроса. Османске снаге су напустиле Баку.

### Злочини

#### Дани марша
Генерал Таљшински, који је командовао азербејџанским дивизионом, ухапшен је 9. марта 1918. године, а неки од његових официра вратили су се у Баку и повећали су антисовјетске осећаје међу азербејџанским становништвом. На основу неоснованог извештаја од 30. марта 1918. да је азербејџанска (муслиманска) посада брода „Евелин” била наоружана и спремна да се побуни против Совјетског Савеза, Совјети су разоружали посаду која се покушала одупрети Три дана међуетничких сукоба познати су под именом Дани марша. У сукобима је масакрирано око 12,000 Азера од стране бољшевика и јерменских трупа у Бакуу и његовој околини. Маршовски догађаји, након тродневних дешавања, покренули су читаве серије масакра у целом Азербејџану.

#### Септембарски дани
У септембру 1918. године уследила је страшна паника у Бакуу када је османска исламска армија Кавказа почела да улази у град. Јермени су крцали луку у немилом покушају да побегну. Редовним османским трупама није било дозвољено да уђу у град два дана, како би локално регрутовани војници могли масакрирати немуслимане. Ово су им Османлије дозволиле као освету за масакр над Азерима у марту 1918. Ово је био један од највећих масакра у Првом светском рату.

## Последице
Британски губици у бици износили су око 200 војника и официра убијених, несталих или рањених. Мурсел-бег је признао османске губитке од око 2.000. Међу цивилима, жртве јерменске заједнице у Бакуу, која је бројила око 80.000 људи, биле су између 9.000 и 10.000, што је приближно једнако броју Азера које су масакрирали Јермени и бољшевици за Дане марша. Укупно је убијено или депортовано окоо 20.000 Јермена.
Престоница Азербејџана је коначно премештена из Генџе у Баку. Међутим, након примирја у Мудросу између Уједињеног Краљевства и Османског царства 30. октобра 1918. године, турске трупе су замењене троструком Антантом. На челу са генералом Вилијамом Томсоном, британске трупе од око 5,000 војника, укључујући и делове Данстерфорса, стигле су у Баку 17. новембра, и у престоници Азербејџанске Демократске Републике уведено је ванредно стање све док „цивилна власт не буде била довољно јака да организује снаге за одржавање јавног реда и мира”.
Нафта са нафтних поља Бакуа није стизала у Тбилиси све док Османско и Немачко царство нису потписале примирје. До 16. новембра, Нури и Мурсел-бег су протерани из Бакуа а британски генерал упловио је у град, на челу с једним од бродова који су евакуисани у ноћи 14. септембра.

## Наслеђе
Меморијал у Бакуу је изграђен за османске војнике који су погинули у борби. Ту је и споменик британским војницима у Бакуу.
Многи азербејџански научници сматрају да је битка најзначајнији догађај који се одиграо у историји Азербејџана пре него што су ушли у Совјетски Савез. Она такође служи као пример азербејџанско-турске сарадње и пријатељства у њиховим дипломатским односима.

### Стогодишњица битке
Стогодишњица ослобођења Бакуа (азер.: Bakının azad edilməsinin 100 illiyi) је била прослава одржана у част ослобођења града од јерменско-бољшевичких снага. Годишњица је прослављена војном парадом 15. септембра 2018. године на тргу Азадлик, церемонији су присуствовали турски председник Реџеп Тајип Ердоган и азербејџански председник Илхам Алијев. На паради у Бакуу учествовали су кадети Азербејџанске војне академије, копнена војска, ваздухопловство, морнарица, државне граничне службе, национална гарда и јединице Турске копнене армије. Турско ратно ваздухопловство објавило је видео снимак на твитеру на годишњици ослобођења. Концерт је био одржан у Хејдар Алијев центру.
Галерија